# Auto-Union Type C
Auto Union Type C ― перегоновий автомобіль з відкритими колесами класу Гран-Прі (Попередник Формули-1) спортивної команди Auto Union Rennabteilung із заднім розташуванням двигуна.
| Auto Union Type C         |                                                                  |
| ------------------------- | ---------------------------------------------------------------- |
| Категорія                 | болід класу Гран-Прі (попередник Формула-1)                      |
| Виробник                  | Auto Union                                                       |
| Гол.конструктор           | Фердинанд Порше                                                  |
| Технічнні характерристики |                                                                  |
| Підвіска(передня)         | незалежна торсійна підвіска з двома напівосями                   |
| Підвіска(задня)           | подвійні поперечні важелі і поперечні ресори                     |
| Двигун                    | Auto Union V16 6.0 л (6.5 л.) 520 (560) к.с при 5 000 обертах/хв |
| Найбільша швидкість       | 340 км/год.                                                      |
| Трансмісія                | 5-ст. МКПП                                                       |
| Вага                      | 750 кг                                                           |
| Історія виступів          |                                                                  |
| Команда                   | Auto Union Rennabteilung                                         |
| Пілоти                    | Штук, Варці, Роземейєр                                           |
| Дебют                     | траса АФУС, 6 березня 1934 р.                                    |

| Участь у перегонах | Перемоги |
| ------------------ | -------- |
| 12                 | 6        |

## Конструкція

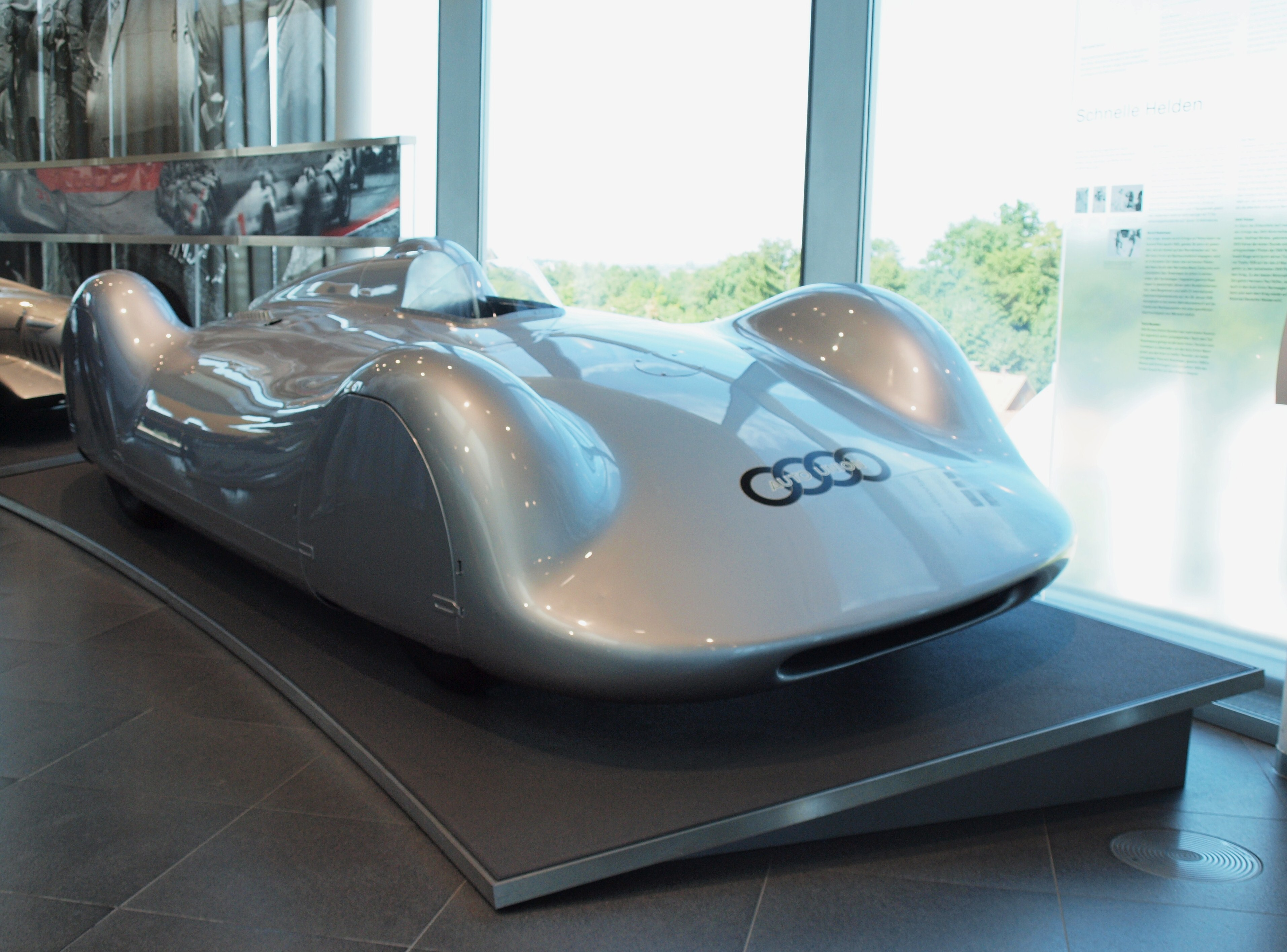
Auto-Union Typ C Stromlinie

Для розробки боліду, що мав кинути виклик Mercedes-Benz, Bugatti та Alfa Romeo, в автомобільне товариство Auto Union було запрошено знаного тоді інженера і конструктора Фердинанда Порше.
Конструкцію Auto Union Type C Порше зробив досить передовою. Type C мав центральномоторне (мається на увазі заднє спрямування розташування двигуна) компонування. Двигун стояв перед задньою віссю за водієм і бензобаком.

## Двигун
Двигун V16 об'ємом 6,0 л (6010 см3) розвивав з механічним нагнітачем Roots 520 к.с. при 5000 обертах за хвилину. Протягом сезону об'єм двигуна збільшили до 6.5 літра, зросла і потужність на 40 к.с. — до 560 к.с.

## Підвіска
Передовим на той час було не тільки розташування двигуна, але і підвіска. Спереду розташовувалася незалежна торсійна підвіска з двома напівосями. Задня складалася із подвійних поперечних важелів і поперечних ресор.

## Кузов
Кузов було виготовлено з алюмінію, що дозволило вкластися в регламент класу Гран-Прі до 750 кг. (без шин, пального, води охолодження та водія). Крім того конструктори Auto Union досліджували обтічні форми кузовів в аеродинамічній трубі в Німецькій авіаційній лабораторії Deutsche Versuchsanstalt fur Luftfahrt в Берліні.

## Дебют
Дебют автомобіля відбувся 6 березня на знаменитій тоді берлінській гоночній трасі АФУС (AVUS). На цьому автомобілі виступали славетні гонщики свого часу: Ганс Штук фон Вільї, Ахілл Варці та Бернд Роземайєр, останній виграв на ньому 6 перегонів із 12 в сезоні 1936 року. Завдяки цьому Auto Union здобув перемогу в Кубку Конструкторів, а Роземайєр став чемпіоном Європи.